# Игорь (Губа)
Игорь (в миру Иван Семёнович Губа; 21 июня 1885, Бандуровка, Александрийский уезд, Херсонская губерния — 24 ноября 1966, Нью-Йорк) — епископ Украинской православной церкви в США и диаспоре в сане архиепископа.

## Биография
Участвовал в революции на Украине. В 1920 году с Армией УНР отходит на территорию Польши.
Окончил Пастырские курсы при богословском факультете Каменец Подольского университета.
В 1921 году рукоположен во священника в юрисдикции Польской православной церкви, служил в Ковеле и в селе Дубовое на Волыни. Возведён в сан протоиерея. Перед Второй мировой войной овдовел.
С 1932 года входил в состав комиссии по переводу Священного писания и богослужебных книг при Украинском научном институте в Варшаве.
После оккупации Украины, перешёл в юрисдикцию новообразованной УАПЦ, возглавляемой Поликарпом (Сикорским).
8 февраля 1942 года в Пинске был пострижен в монашество с именем Игорь, а через два дня, 10 февраля, был хиротонисан во епископа Уманского иерархами УАПЦ: архиепископами Александром (Иноземцевым), Поликарпом (Сикорским) и епископами Брестским Георгием (Коренистовым) и Чигиринским Никанором (Абрамовичем).
В мае того же года решением Киевского собора УАПЦ был назначен архиепископом Полтавским и Кременчугским, от этого назначения отказался и остался на своей кафедре — сначала в Белой Церкви, а затем в Умани в качестве епископа Уманского.
С июля 1942 года управлял Белоцерковской епархией УАПЦ.
К осени 1943 года проживал в Умани, по воспоминаниям очевидцев, служил в центральном городском храме-соборе. В 1944 году эмигрировал с отступающей немецкой армией. Как написал о нём Епископ Иосиф (Чернов): «ныне он любезно увезен агентами гестапо в своей легковой машине в Западную Украину. Он усердно работал в пользу немцев, агитируя на все лады и везде…». Служил в Карлсруэ и Аугсбурге.
В 1949 году переехал в США. В 1951 году обосновался в Нью-Йорке. Тогда же перешёл в юрисдикцию Украинской православной церкви в Америке в юрисдикции Константинопольского патриархата. Основал свято-Троицкий храм в Нью-Йорке.
В 1954 году вместе с епископом Палладием (Видыбидой-Руденко) создал малочисленную украинскую православную юрисдикцию — «Украинскую Автокефальную Православную Церковь в изгнании», которая в том же году была принята в юрисдикцию Константинопольского Патриархата.
В 1961 году архиепископ Игорь с приходом Святой Троицы в Нью-Йорке вышел из юрисдикции «УАПЦ в изгнании» и перешли в УАПЦ в диаспоре митрополита Никанора Абрамовича.
Скончался 24 ноября 1966 года в Нью-Йорке. Похоронен 26 сентября на украинском кладбище в Саут-Баунд-Бруке. Чин погребения совершил архиепископ Мстислав (Скрипник) в сослужении духовенства.